# Matt Whyman
Matt Whyman, född 1969 i Amersham, är en brittisk journalist som sedermera blev författare. Matt har skrivit böcker som Rätt att Döda och Vid dödens sjö.